# Аріада
Хокейний клуб «Аріада» — хокейний клуб з м. Волзька, Росія. Заснований у 1988 році. У 2007—2013 мав назву «Аріада-Акпарс». Виступає у чемпіонаті Вищої хокейної ліги. 
Домашні ігри команда проводить у Готельно–льодовому комплексі «Аріада»  (1900). Кольори клубу: синій, червоний і білий.

## Історія
У 1996 році при ЗАТ «Аріада» була зібрана хокейна команда з однойменною назвою, яка складалась з ветеранів волзького хокею. Першим тренером був Анатолій Борисович Черепанов. Клуб в ту пору носив аматорський характер, однак дуже успішно виступав в Чемпіонаті РМЕ з хокею із шайбою, здобуваючи перемоги у змаганнях.
У 1998 році на пост головного тренера був запрошений майстер спорту, вихованець казанського «Ак Барса» Анвар Хасанзянович Валіахметов. З його приходом команда набувала професіональний характер і набрала майстерності.
У 2001 році утворено ТОВ «ХК «Аріада» і команда заявлена в Першу лігу регіону «Поволжя». В.Г. Васильєв, А.В. Луньков і А.Х. Валіахметов, більш ніж ретельно, вивчили всі питання, що стосуються участі волзького клубу в професіональній хокейній лізі (бюджет на харчування, поїздки тощо). Було вирішено заявити клуб на змагання.
«Лада-2», «Ак Барс-2», «Нафтохімік-2» та інші клуби з довгою історією програвали команді-новачку. По ходу сезону ХК «Аріада» піднімалась все вище і вище по турнірній таблиці і завершила регулярну першість на першому місці.
З тих пір волзька команда стала постійним переможцем змагань (починаючи з сезону 2001—2002 років дотепер). На даний момент ХК «Аріада» є п'ятиразовим переможцем Першості Росії з хокею із шайбою серед команд-майстрів першої ліги регіону «Поволжя», дворазовим чемпіоном Росії з хокею серед команд першої ліги регіону «Поволжя», дворазовим Переможцем фінальних ігор серед команд першої ліги.
У січні 2001 року утворена і дитяча хокейна школа «Аріада». З сезону 2006—2007 років команда виступає у вищій лізі. У сезоні 2007-2008 років змінилась офіційна назва клубу на «Аріада-Акпарс». 10 червня 2013 року команад знову змінила назву, повернувшись до старого варіанта «Аріада».

## Арена
Компанія «Аріада» у 2002 році інвестувала 70 млн. рублів на будівництво Льодового палацу з однойменною назвою «Аріада». Комплекс зведений в інтересах розвитку спорту, молодіжної політики. 
Льодовий палац «Аріада» займає площу в 1,6 га землі. ЛД «Аріада» — це повнорозмірне хокейне поле зі штучним льодом, трибуни якого що вміщають 1900 чоловік.
ЛД «Аріада» оснащений сучасним звуковим обладнанням і кольоровим табло (фірми «Нато-Інфо»), системою безпеки, унікальною електронною системою контролю за станом льоду. Все обладнання для льодової арени виготовлено, поставлено і змонтовано фінською фірмою «TRV Vahtero OY».